# 起凤路站
起凤路站位于中华人民共和国江西省南昌市东湖区青山南路与起凤路交叉口地下，是南昌地铁4号线的地铁车站。本站于2021年12月26日和4号线一同启用。

## 车站结构
车站位于青山南路与起凤路交叉口，为地下二层岛式车站:54。

### 楼层
| 1层  | 地面               | 出入口                     |  |  |
| -1层 | 站厅               | 自动售票机、客服中心       |  |  |
| -2层 |                    | █ 4号线 往白马山（上沙沟） |  |  |
|      | 岛式站台，左侧开门 |                            |  |  |
|      |                    | █ 4号线 往鱼尾洲（七里）   |  |  |

### 出入口
起凤路站共有3个出入口，目前1号口只开放无障碍电梯。
| 编号               | 指示                     | 图片 | 建议前往的目的地                       |
| ------------------ | ------------------------ | ---- | -------------------------------------- |
| · （暂仅开放电梯） | 青山南路东侧，起凤路北侧 |      | 长巷大厦、南昌市第一医院北院、香江佳苑 |
| 出口 · 3L          | 青山南路西侧，起凤路北侧 |      | 江西财经大学(青山园小区)               |
| 出口 · 4L          | 青山南路东侧，起凤路南侧 |      | 金家山社区                             |
| 註： 設有          |                          |      |                                        |

## 历史
- 2016年6月8日，江西省环境保护厅发布了《南昌市轨道交通4号线一期工程拟受理情况的公示》[3]，并公布了《南昌市轨道交通4号线一期工程环境影响报告书（全文公示稿）》，由此得知本站工程名为财经分校站[2]。
- 2017年2月8日，南昌轨道交通集团有限公司公布了《2、3号线站点更名及4号线命名方案获批》，由此得知本站正式站名为起凤路站[4]。